# Raquel Martínez Rabanal
Raquel Martínez Rabanal (Palència, 30 juny de 1979) és una periodista espanyola, presentadora de televisió i ràdio. Des de 2006 treballa als Serveis Informatius de TVE i des del 8 de setembre de 2012 presenta el Telediario Cap de setmana.

## Biografia
Llicenciada en comunicació audiovisual per la Universitat de Sevilla i més tard va realitzar un màster de Ràdio Nacional d'Espanya, a Madrid.

### Trajectòria professional
Va començar la seva carrera professional el 2004 a RNE en Valladolid.
Aquest mateix any va presentar, juntament amb Óscar Sacristán una biografia radiada d'Isabel la Catòlica amb la qual van guanyar el Premi de Periodisme de la Junta de Castella i Lleó Francisco de Cossío. en 2005 La memòria del vi a RNE a Valladolid, li va reportar el premi de periodisme Província de Valladolid.
El març de 2006 es va incorporar a Televisió Espanyola com a presentadora del Canal 24 Hores i l'agost va presentar La 2 Notícies. L'agost de 2007 va presentar l'edició d'estiu del magazín Gente. el 2008, va presentar juntament amb Christian Serrano al programa Mueve tu Mente, també a TVE. Entre 2011 i 2012 va col·laborar en l'espai  La nit en 24 hores .
Des de setembre de 2012 copresenta el Telediario Cap de setmana, de TVE. Entre setembre i desembre de 2012 amb Marcos López, de gener de 2013 a octubre de 2014 amb Oriol Nolis i des de 20 de juny del 2015, després del retorn de la seva maternitat, amb Pedro Carreño.

## Vida personal
A l'octubre de 2014, es va donar a conèixer l'embaràs de Raquel, fruit de la relació amb la seva parella Francisco Palomares. La seva filla, Inés, va néixer el 2 de gener de 2015.

## Premis
- 2004 Premi de Periodisme Francisco de Cossío
- 2005 Premi de periodisme Provincia de Valladolid